# Kristine Froseth
Kristine Froseth (Summit, Nueva Jersey; 21 de septiembre de 1995) es una actriz noruega-estadounidense.
Pareja actual Guy Remmers (2022-)

## Biografía

### Vida y carrera
Froseth nació en Summit, Nueva Jersey, hija de padres noruegos y sus primeros años de vida los pasó viajando de un lado a otro entre Oslo (Noruega) y Nueva Jersey debido al trabajo de su padre.
A los 16 años de edad, comenzó a trabajar como modelo tras ser descubierta en una audición para la pasarela en el centro comercial Ski Storsenter en Noruega, y también fue descubierta por IMG Models mientras estaba en Nueva Jersey en un desfile de moda. Ha desfilado para marcas como Armani, Miu Miu, H&M y etc.
Su carrera como actriz comenzó cuando un director de casting encontró sus fotos y la animó a presentarse a la adaptación cinematográfica de la novela de John Green Buscando a Alaska. En 2016, fue elegida para el piloto de una posible adaptación a serie de la novela Déjame entrar. En 2018, protagonizó dos películas de Netflix, Sierra Burgess Is a Loser y Apostle.

## Vida Personal
Froseth nació en New Yersey.

## Filmografía
- Junior (2016) como Jess
- Rebel in the Rye (Rebelde entre el Centeno) (2017) como Shirley Blaney[8]
- Pretty Is (2017)
- Let the Right One In (2017) como Eli[6]
- Prey (2018) como Madeleine
- Sierra Burgess Is a Loser (2018) como Verónica[7]
- Low Tide (2018) como Mary
- Apostle (2018) como Ffion
- La verdad sobre el caso Harry Quebert (2018) como Nola Kellergan
- The Society (2019) como Kelly Aldrich
- Looking for Alaska (2019) como Alaska Young
- The Assistant (2019) como Sienna[9]
- Birds of Paradise (2021) como Marine
- The First Lady (2022) como Betty Ford (joven)[10]
- Sharp Stick (2022) como Sarah Jo
- The Buccaneers (2023) como Nan St. George
- How to Blow Up a Pipeline (2023) como Rowan

### Videos musicales
| Año  | Canción     | Artista    | Rol   | Referencias |
| ---- | ----------- | ---------- | ----- | ----------- |
| 2016 | False Alarm | The Weeknd | Rehén | [ 11 ]      |